# Eupithecia niphonaria
Eupithecia niphonaria là một loài bướm đêm trong họ Geometridae.